# Цис-Дихлородиамминплатина(II)
цис-Диамминдихлороплатина(II) (соль Пейроне́, цисплати́н, липоплати́н) — неорганическое вещество, комплексный хлорид-аммиакат двухвалентной платины, цис-[Pt(NH3)2Cl2].
Регистрационный номер вещества в базе Американского химического общества (CAS number): 15663-27-1.
Близок по строению к цис-дигидроксидиаминдихлороплатине(II).
Обладает выраженными цитотоксическими, бактерицидными и мутагенными свойствами. В основе биологических свойств, по общепризнанному мнению, лежит способность соединения образовывать прочные специфические связи с ДНК.
Другие названия этого вещества, используемые в научной и медицинской литературе: хлорид Пейроне, хлорид Пейрона, цис-диаминдихлорплатина(II), цис-диаминдихлорплатина, цис-ДДП, цис-платина(II), CDDP, CPDD, CACP, CPDC, DDP, DDPt, cispt(II), неоплатин, платинол, dCDP, цисплатил, платибластил, PT01, NSC-119875, липоплатин.

## Применение

### Медицина
Этот комплекс платины в настоящее время широко применяется в медицине как противораковое средство (цитотоксический препарат алкилирующего действия). Цитотоксическое действие соединений платины открыто Барнеттом Розенбергом (англ. Barnett Rosenberg) в начале 1960-х годов при наблюдении влияния электрического тока на рост бактерий. В опытах Розенберга образующиеся при электрохимической коррозии платиновых электродов комплексные соединения платины вызывали нарушение деления и гибель клеток кишечной палочки.
Было обнаружено, что наиболее выраженным биологическим действием обладает цис-дихлородиамминплатина. Последующие испытания на мышах выявили противоопухолевую активность этого соединения. С начала 1980-х годов цис-дихлородиамминплатина стала использоваться в клинической практике под названием цисплатин, позже это вещество стало применяться в виде эмульсии наночастиц под названием липоплатин (также наноплатин, липосомальный цисплатин).

## Синтез
Фрагмент про получение цисплатина из энциклопедии Брокгауза и Ефрона:

Хлорид Пейроне легче всего получить из солянокислого раствора PtCl2; пересыщают большим избытком углекислого аммония кислую жидкость и нагревают до кипения, причем исходный гранатово-красный раствор делается жёлтым и выделяется осадок грязно-зелёного цвета; фильтрат от этого осадка при кристаллизации и дает искомый хлорид в виде маленьких жёлтых кристаллов; он гораздо легче растворим в воде, чем хлорид второго основания Рейзе (транс-соединение того же состава).